# Vancouver nemzetközi repülőtér
A Vancouver nemzetközi repülőtér (IATA: YVR, ICAO: CYVR) Kanada egyik nemzetközi repülőtere, amely Richmondban, Vancouver közelében található. Éves utasforgalma 19 013 416 fő (2022).

## Futópályák
A repülőtér futópályái:
- 08L/26R (3029 m, 60 m, beton)
- 8R/26L (3505 m, 60 m, aszfaltbeton)
- 13/31 (2225 m, 60 m, aszfaltbeton)

## Forgalom
Az utasforgalom az elmúlt években az alábbi módon változott:
| Utasok száma | 9 935 285 | 12 006 973 | 15 806 499 | 14 877 536 | 16 922 226 | 16 179 312 | 17 971 883 | 22 288 552 | 7 300 287 | 24 938 184 |
|              | 1992      | 1995       | 1999       | 2002       | 2006       | 2009       | 2013       | 2016       | 2020      | 2023       |